# Каменщина (Смоленский район)
Каменщина — деревня в Смоленском районе Смоленской области России. Входит в состав Михновского сельского поселения. Население — 12 жителей (на 2007 год). 
Расположена в западной части области в 1 км к юго-западу от Смоленска, в 3 км южнее автодороги А141 Орёл — Витебск, на берегу реки Лубня. В 5 км севернее деревни расположена железнодорожная станция Гнёздово на линии Смоленск — Витебск.

## История
В годы Великой Отечественной войны деревня была оккупирована гитлеровскими войсками в июле 1941 года, освобождена в сентябре 1943 года. 